# 2017年8月

## 8月1日
- 美国洛杉矶与国际奥委会官员达成协议：2024年夏季奥林匹克运动会由法国巴黎举办、美国洛杉矶将举办2028年夏季奥林匹克运动会。[1]
- 俄罗斯总统弗拉基米尔·普京签署法令禁止VPN服务[2]。

## 8月2日
- 中国网络报道李文星事件，有认为李文星是被虚假招聘后陷入非法传销组织，而在2017年7月非正常死亡。

## 8月3日
- 阿联酋迪拜火炬大厦夜间发生火灾，居民被紧急疏散，无人伤亡[3]。
- 原屬民主黨的美國西維吉尼亞州州長吉姆·賈斯蒂斯宣佈改投共和黨[4]。

## 8月4日
- 内马尔以创足坛转会费纪录的2.22亿欧元由巴塞转会至巴黎聖日耳門。巴黎圣日耳曼为其开出税后年薪3,000万欧元的足坛第一高薪，与五年的合同。[5]
- 2017年盧旺達總統選舉（英语：Rwandan presidential election, 2017）進行投票。[6]
- 淘宝官方发公告要求所有游戏软件及游戏软件平台卖家对店铺类日文软件商品进行整改，所有相关游戏软件商品，不得在宝贝标题、宝贝图片、宝贝详情页出现语言版本为日文的版本信息。淘宝电玩将对全平台游戏软件进行排查，不符合上述规定的商品，将被下架、删除或扣分处理。[7]

## 8月5日
- 联合国安全理事会一致通过美国推动的第2371号决议，禁止朝鲜出口煤炭、铁和铁矿石、铅和铅矿石及海產，並禁止各国接受來自朝鲜的客工。[8]
- 文卡亞·奈杜當選印度副總統。[9]
- 一架美軍魚鷹運輸機在澳洲東岸墜毀，機上23人獲救3人失蹤。[10]

## 8月6日
- 荷蘭以4比2擊敗丹麥，奪得2017年歐洲女子足球錦標賽冠軍。[11]
- 委內瑞拉城市瓦倫西亞的一個軍事基地遭到反政府武裝分子攻擊，2名襲擊者喪生。[12]
- 一名槍手襲擊尼日利亞東南部阿南布拉州一間天主教堂，造成至少11人喪生。[13]
- 阿富汗官員表示武裝分子在北部薩爾普勒省屠殺至少50名平民。[14]

## 8月8日
- 2017年肯尼亞大選（英语：Kenyan general election, 2017）進行投票。[15]
- 中國四川省九寨沟县發生Ms7.0級地震。[16]

## 8月10日
- 23时34分，陕西省安康市境内，洛阳交通运输集团有限公司一辆车牌号为豫C88858的宇通客车（核载51人，实载49人）自成都驶往洛阳，途经京昆高速公路秦岭一号隧道口时撞向隧道口，车辆严重变形。经初步核实，事故造成36人死亡，13人受伤。[17]

## 8月11日
- 肯尼亚选举委员会宣布现任总统乌胡鲁·肯雅塔贏得2017年總統選舉，成功連任。[18]
- 一列火車在埃及亞歷山卓附近撞向另一列火車，造成至少43人喪生。[19]
- N·K·杰米辛憑《方尖碑之門》贏得2017年雨果獎最佳長篇小說獎。[20]
- 8月11日至12日在美国弗吉尼亚州夏洛茨维尔发生的右翼集会暴力事件造成一人死亡，至少十九人受伤。[21]

## 8月12日
- 尼泊爾南方洪水造成36人死和近千人失蹤。[22]
- 位于江苏南京的南京高铁南站发生公开猥亵女童事件，当日经新浪微博曝光，引起舆论关注。

## 8月14日
- 塞拉利昂首都弗里敦地區暴雨成災，洪水加上泥石流造成超過300人喪生。[23]

## 8月15日
- 因大潭發電廠在8月15日16時51分時，廠內1到6號機組全部跳脫，發電量瞬間缺少4,384MW，導致臺灣本島共19縣市皆傳出停電消息。[24]

## 8月17日
- 西班牙巴塞罗那發生恐怖襲擊，造成至少13人喪生。[25]

## 8月18日
- 美國白宫首席策略师斯蒂芬·班農离职，重返布賴特巴特新聞網擔任執行主席。[26]
- 芬兰西南部城市圖爾庫發生用刀刺人事件，造成2人死亡，8人受伤。警察趕到現場後開槍擊傷一名摩洛哥籍疑兇，將其拘捕。[27]
- 由微軟共同創辦人保羅·艾倫領導的團隊發現印第安納波利斯號重巡洋艦殘骸。該艦在完成運送小男孩原子彈部件至天寧島後，返程被大日本帝國海軍伊號第五十八潛艦擊沉[28][29]。

## 8月19日
- 黎巴嫩政府軍在黎敘邊境發起代號「郊區黎明」的清剿伊斯蘭國軍事行動，在第一天已擊斃20名武裝分子，收復約30平方公里領土。[30]
- 2017年夏季世界大學運動會在臺北開幕[31]。

## 8月21日
- 美國海軍约翰·S·麦凯恩号驱逐舰在新加坡以东、马六甲海峡附近与一艘商船相撞，艦上10名船員失蹤，5人受傷。[32]
- 美国各地民众蜂拥而至观测自1918年6月8日日食以来首次横跨全国的日全食[33]。

## 8月22日
- 印度最高法院的5位法官以3比2判決「丈夫說三遍塔拉克就可以即時離婚」是違憲。[34]

## 8月23日
- 美国海军在多宗军舰撞船事故後，解除了第七艦隊司令約瑟夫·奧克林（英语：Joseph Aucoin）的职务。[35]
- 安哥拉舉行國民議會選舉。[36]
- 強颱風天鴿在澳門造成至少8人死亡。[37]

## 8月24日
- 查士丁尼一世统治时期制造的马赛克在耶路撒冷旧城布设通信电缆时被发现[38]。
- 飓风哈维（英语：Hurricane Harvey (2017)）预计在德克萨斯州登陆，带来风暴潮、降雨和风灾[39][40]。
- 卡塔尔和伊朗恢复外交关系[41]。

## 8月25日
- 由台湾国家太空中心自行研制的福尔摩沙卫星五号搭载SpaceX的猎鹰9号运载火箭在美国范登堡空军基地发射升空，在低地球轨道运行[42]。
- 三星集团副会长李在镕涉及2016年韩国政治丑闻贿赂韩国总统朴槿惠被首尔中央地方法院判处五年刑期[43]。
- 若開羅興亞拯救軍在緬甸若開邦襲擊多個警察哨所，造成至少71人喪生，包括59名武裝分子[44]。

## 8月26日
- 印度中央调查局指控跨宗教组织真业之家（英语：Dera Sacha Sauda）头目古尔梅特·拉姆·拉希姆·辛格（英语：Gurmeet Ram Rahim Singh）犯有强奸罪，潘奇库拉（英语：Panchkula）的信众们策动骚乱发表不满。骚乱后来蔓延至印度北部哈里亚纳邦其他城市以及旁遮普邦和首都新德里，至少28人死亡，250多人受伤[45][46]。
- 美國拳擊手弗洛伊德·梅威瑟在拉斯维加斯舉行的一場拳击跨界大战擊敗愛爾蘭綜合格鬥選手康纳·麦格雷戈[47]。人們估計此次比賽的門票銷售、電視轉播和贊助等領域的總收入可達6億美元[48]。

## 8月27日
- 中华人民共和国第十三届运动会在中华人民共和国天津市南开区天津奥林匹克中心体育场开幕，来自中国大陆各省区市、香港、澳门地区和行业体协的约8500名运动员该项赛事。[49]
- 伊拉克政府收復伊斯兰国在伊拉克境內的最後一個主要據點泰勒阿費爾。[50]
- 2017年MTV音乐录影带大奖在美国加利福尼亚州英格尔伍德论坛体育馆举行，肯德里克·拉马尔夺取6项大奖，成为当晚最大赢家[51]。

## 8月28日
- 2017年中印軍隊洞朗對峙事件：印度人員與裝備於14:30左右全部撤離，中印兩國結束對峙[52]。

## 8月29日
- 朝鲜星期二早晨进行了一次中程彈道導彈試射。該枚导弹飞过日本上空，落入北海道以東的太平洋海域[53]。